# Rialto (Film)
Rialto ist ein Filmdrama von Peter Mackie Burns, das im September 2019 im Rahmen der Filmfestspiele von Venedig seine Weltpremiere feierte und Anfang Oktober 2020 in die irischen Kinos kam. Der Film basiert auf dem Stück Trade des irischen Schriftstellers Mark O’Halloran, der dieses für den Film adaptierte.

## Handlung
Der 46-jährige Colm lebt in Dublin und arbeitet in einer Führungsposition in den Docks am Hafen. Er stammt aus einem Arbeiterviertel, das in Dublin Rialto genannt wird, ist verheiratet und hat mit seiner Ehefrau Claire zwei gemeinsame Kinder im Teenageralter. Nach dem Tod seines Vaters, der ihn schlecht behandelte, kommen in Colm Gefühle auf, über die er mit niemandem reden kann, und auch Claire kann er sich nicht anvertrauen. Zudem ist auch noch seine Arbeit in den Docks durch eine kürzlich erfolgte Übernahme bedroht.
Von all dem übermannt beschließt Colm, seine Sexualität auszuleben. Auf der Toilette eines Einkaufszentrums begegnet er Jay, vergisst dort nach dem Sex jedoch seine Brieftasche. Nun hat der 19-Jährige, der Sexarbeiter ist, Colms Adresse und weiß auch, wo er arbeitet. Da Jay dringend Geld braucht, versucht er diese Informationen zu seinem Vorteil zu nutzen. Colm jedoch verliebt sich zunehmend in den jungen Mann.

## Produktion

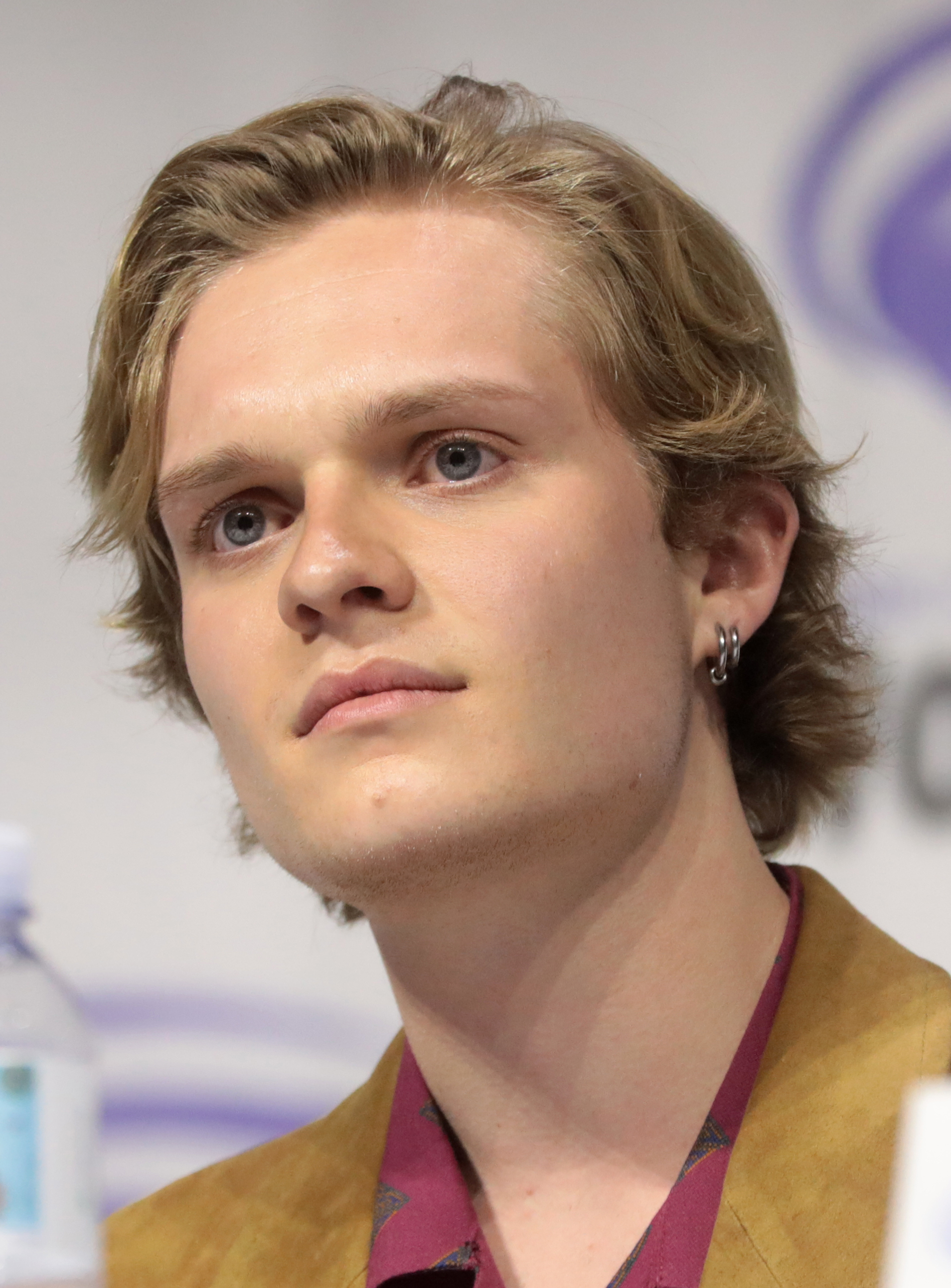
Tom Glynn-Carney spielt den Stricher Jay

Das Drehbuch schrieb der irische Schriftsteller Mark O’Halloran, der hierfür sein eigenes Stück aus dem Jahr 2011 mit dem Titel Trade adaptierte. Er erweiterte das dialoglastige Zwei-Personen-Stück, um Colms Zuhause und sein Arbeitsleben zu erkunden und zu zeigen, wie es zu seiner großen Zuneigung für diesen jungen Mann kam.
Der Titel des Films bezieht sich auf Rialto, ein Stadtteil von Dublin am Grand Canal, benannt nach der dort gelegenen Rialto-Bridge, die nach dem Vorbild der gleichnamigen Brücke in Venedig gebaut wurde. Hier siedelte sich die Industrie an, und dort waren seitdem die Arbeiter untergebracht. Es ist der Stadtteil Dublins, in dem Colm im Film geboren wurde und aufwuchs und in dem es in den 1980er Jahren ein großes Heroinproblem gab. Auch O’Halloran lebt in Rialto.
Regie führte Peter Mackie Burns. „Es ist eine komplexe Beziehung zwischen den beiden Männern“, erklärt Burns, da sie gleichermaßen Opfer und Täter und dann aber auch wieder fast wie Vater und Sohn seien. Sie schienen aber etwas zu teilen, nämlich die Fähigkeit, miteinander über ihre Gefühle und Ängste sprechen zu können.
Der selbst in Dublin geborene Tom Vaughan-Lawlor spielt im Film Colm, Monica Dolan dessen Ehefrau Claire. Tom Glynn-Carney übernahm die Rolle des Strichers Jay. Scott Graham spielt Colms etwa gleichaltrigen Sohn Shane.
Für Rialto arbeitete Burns wie bei seinem ersten Film Daphne mit dem Kameramann Adam Scarth zusammen.
Eine erste Vorstellung des Films erfolgte am 2. September 2019 im Rahmen der Filmfestspiele von Venedig. Ende September 2020 wurde er beim Prague International Film Festival – Febiofest in der Sektion Queer Now vorgestellt. Anfang Oktober 2020 kam er in die irischen Kinos.
Die Filmmusik komponierte Valentin Hadjadj. Das Soundtrack-Album mit neun Musikstücken wurde Anfang Juli 2021 von 22D Music als Download veröffentlicht.

## Rezeption

### Kritiken

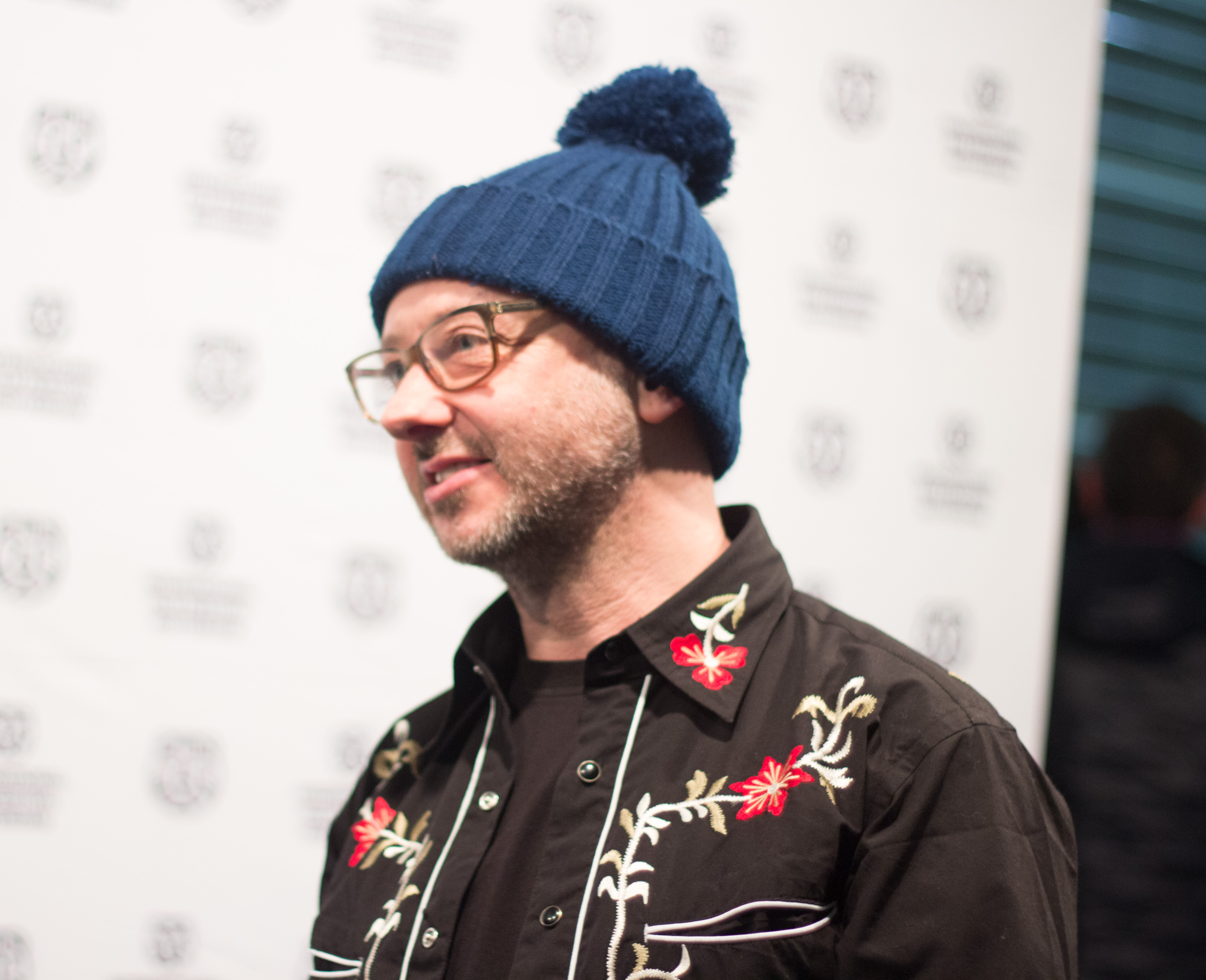
Der Regisseur Peter Mackie Burns

Der Film konnte bislang alle Kritiker bei Rotten Tomatoes überzeugen und erhielt hierbei eine durchschnittliche Bewertung von 7,1 der möglichen 10 Punkte.
Boyd van Hoeij von The Hollywood Reporter bemerkt, Regisseur Peter Mackie Burns und Drehbuchautor Mark O’Halloran seien nicht daran interessiert, die sexuelle Orientierung von Colm oder Jay, ob queer, schwul, bi- oder heterosexuell, genauer zu bezeichnen, und dies sei eigentlich auch nicht wichtig. Was zähle sei, dass bezahlter schwuler Sex die beiden Männer unerwartet zu einer menschlichen Begegnung geführt hat, die sie in ihrem Leben brauchten. Sowohl Tom Vaughan-Lawlor, der noch nie so erschöpft ausgesehen habe, als auch Tom Glynn-Carney, ein Engländer dessen Dubliner Akzent recht überzeugend klinge, seien hervorragend in den Rollen dieser beiden Männer der Arbeiterklasse, die oft zu beschäftigt sind, um sich darüber Gedanken zu machen, wer sie sind und was sie für sich selbst anstatt für andere wollen. Ihre Körpersprache und die Art und Weise, wie sie miteinander sprechen, fühlten sich immer authentisch und aufschlussreich an, so van Hoeij.
Luke Maxwell vom Dublin InQuirer schreibt, O’Halloran habe viel Erfahrung darin, die Gefühlskälte vom Männern und deren Streben nach dem Macho-Ideal zu dramatisieren. Im Gegensatz zu seinen jüngsten Arbeiten für die Filme Halal Daddy und insbesondere Viva, die viel Zärtlichkeit boten, lasse Rialto den Zuschauer stattdessen in grausamer Zweideutigkeit zurück. Am Ende des Films stecke Colm in solch schrecklichen Umständen fest, dass es schwer vorstellbar sei, er könne nach dem Abspann ein Leben führen. Wenn der Film endet, sei es kein herabfallender Frachtcontainer, der diesem Mann das Leben raubt: „Es ist das Leben selbst, langsam aber sicher.“ In der Schlussszene des Films wirke Colm wie ein Exemplar unter Glas, ausgetrocknet und für immer konserviert, so Maxwell.

### Auszeichnungen (Auswahl)
Internationale Filmfestspiele von Venedig 2019
- Nominierung als Bester Film für den Venice Horizons Award (Peter Mackie Burns)
- Nominierung für den Queer Lion (Peter Mackie Burns)

Irish Film and Television Academy Awards 2020
- Auszeichnung als Bester Hauptdarsteller (Tom Vaughan-Lawlor)
- Auszeichnung für das Beste Drehbuch (Mark O’Halloran)[18]

Molodist International Film Festival 2020
- Nominierung für den Sunny Bunny Prize als Best LGBTQ Film (Peter Mackie Burns)